# Руан
Руа́н (фр. и норманд. Rouen [ʁwɑ̃]) — историческая столица Нормандии, ныне центр региона Нормандия и префектура департамента Приморская Сена на севере Франции.

## География и развитие города
Изначально этот город располагался только на правом берегу Сены. В настоящее время в городскую черту включён левобережный район Сен-Север, а также остров Лакруа. Ландшафт северной части города очень холмистый; эта часть доминирует над равнинным плато, где находится часть поселений Руанской городской агломерации.
В городской черте река Сена занимает площадь 179 га. Территорию города пронизывают притоки Сены, в частности, речки Обетт, Робек и Кайи. В Руане насчитывается свыше 300 га садово-парковых территорий, 210 км транспортных путей, в числе которых 16 км велосипедных дорожек и 8 км пешеходных улиц. Улица rue du Gros-Horloge стала первой пешеходной улицей во Франции (1971 год).
Морской порт Руана стал одним из лидирующих портов Франции по объёму ввоза цитрусовых и тропических фруктов. Во второй половине XIX века объём портовой деятельности резко вырос, поскольку вследствие гибели французских виноградников из-за эпидемии филлоксеры продукты виноделия пришлось ввозить в страну из Алжира.
В историю порта Руана вписаны имена известных судовладельцев, чьи имена даны улицам и проспектам городской агломерации. До строительства морской гавани в Гавре порт Руана принимал морские суда и, вплоть до начала 1960-х годов, портовая деятельность осуществлялась в самом центре города, поскольку суда швартовались прямо у моста Жанны д’Арк, напротив прежнего автовокзала (улица rue Saint-Éloi).
В Руане насчитывается 62 000 единиц жилья, из которых 54 000 являются местами постоянного проживания. Объём социального жилья составляет примерно 20 %.
Для поддержания сообщения между двумя берегами Сены в Руане действует шесть мостов, один из которых, мост Гюстав Флобер, до сего дня является самым большим подъёмным мостом в Европе (86 метров).
Церковь аббатства Сент-Уэн возле мэрии города является конечным пунктом «Маршрута по аббатствам долины Сены» (Фонтенельское аббатство, аббатство Жюмьеж, аббатство Сен-Жорж в Бошервиле).

## Климат
В Руане морской климат с большим количеством осадков (131 день в году с осадками более 1 мм). Зимы здесь мягкие, летняя жара терпима из-за влияния пролива Ла-Манш.
| Показатель                    | Янв.  | Фев.  | Март  | Апр. | Май  | Июнь | Июль | Авг. | Сен. | Окт. | Нояб. | Дек.  | Год   |
| ----------------------------- | ----- | ----- | ----- | ---- | ---- | ---- | ---- | ---- | ---- | ---- | ----- | ----- | ----- |
| Абсолютный максимум, °C       | 14,4  | 18,9  | 21,9  | 24,4 | 30,0 | 34,2 | 34,4 | 35,4 | 30,3 | 26,2 | 18,2  | 15,0  | 35,4  |
| Средний суточный максимум, °C | 5,8   | 6,6   | 9,6   | 12,5 | 16,5 | 19,4 | 22,0 | 21,9 | 19,0 | 14,6 | 9,4   | 6,5   | 13,7  |
| Средняя температура, °C       | 3,3   | 3,6   | 5,9   | 8,2  | 12,0 | 14,8 | 17,1 | 17,0 | 14,5 | 10,9 | 6,4   | 4,1   | 9,8   |
| Средний суточный минимум, °C  | 0,8   | 0,6   | 2,2   | 3,9  | 7,4  | 10,2 | 12,2 | 12,0 | 10,0 | 7,3  | 3,4   | 1,6   | 6,0   |
| Абсолютный минимум, °C        | −17,1 | −15,8 | −10,4 | −5   | −3   | 0,1  | 3,6  | 5,0  | 1,0  | −3,2 | −9,7  | −10,5 | −17,1 |
| Норма осадков, мм             | 71    | 58    | 69    | 50   | 72   | 58   | 59   | 54   | 65   | 97   | 83    | 76    | 812   |
| Источник: Infoclimat          |       |       |       |      |      |      |      |      |      |      |       |       |       |

## История

### Античная эпоха
Древнее поселение Ротомагус (Rotomagus) на месте современного Руана появилось в конце эры независимости кельтов или уже в галло-римскую эпоху, и оно являлось центром племени велиокассов, кельтского народа, чьи земли, вероятно, лежали в долине Сены от современного Кодбек-ан-Ко вплоть до Понтуаза.
Городское поселение появилось на правом берегу Сены в период правления императора Октавиана Августа, и стало вторым по величине городом Галлии после Лугдуна. Пора расцвета этого галло-римского города пришлась на III век. Известно, что в это время в городе построили амфитеатр и большие термы.
Начиная с середины IV века начались набеги племён германцев. В этот период в городе построили первый собор и был назван первый епископ Руана. Один из первых руанских епископов, Виктриций, в своём труде «De laude domini» (396 год) упоминает о возведении базилики для хранения мощей, полученных от Амвросия Медиоланского. Вероятно, это была церковь Сент-Этьенн, которая строилась в тот период времени.

### Средние века
Начиная с 841 года в долину Сены часто наведывались норманны, которые в том же 841 году разграбили Руан. В Фонтенельской хронике коротко сообщается: «В год 841 пришли „нортманны“ со своим вожаком Оскаром и 14 мая сожгли город Руан».
Норманны снова напали на Руан в 843 году. Город стал столицей герцогства Нормандии после того, как в 911 году предводитель викингов Роллон по условиям Сен-Клер-сюр-Эптского договора получил от короля Карла Простоватого в своё владение территорию, соответствующую современному региону Верхняя Нормандия. По понятиям Каролингов Роллон получил статус графа Руанского, но в текстах той эпохи он часто титулован как princeps.
В 949 году герцог Нормандии Ричард I, прозванный «Бесстрашным», в ходе осады Руана сразился с объединёнными войсками короля Франции Людовика IV, императора германцев Оттона Великого и графа Фландрии. Победа герцога получила решающее значение для будущего Нормандии, о чём в наше время напоминает мемориальная доска, установленная в память об этом кровавом побоище на одном из зданий площади place de la Rougemare в Руане.
Уже начиная с эпохи норманнов Руан стал портовым городом, торговавшим с большим парижским регионом; здесь также находился рынок рабов. 1096 год отмечен истреблением руанских евреев, составлявших самую крупную общину во Франции к северу от Луары перед началом Первого крестового похода, провозглашённой римским папой Урбаном II в конце 1095 года.

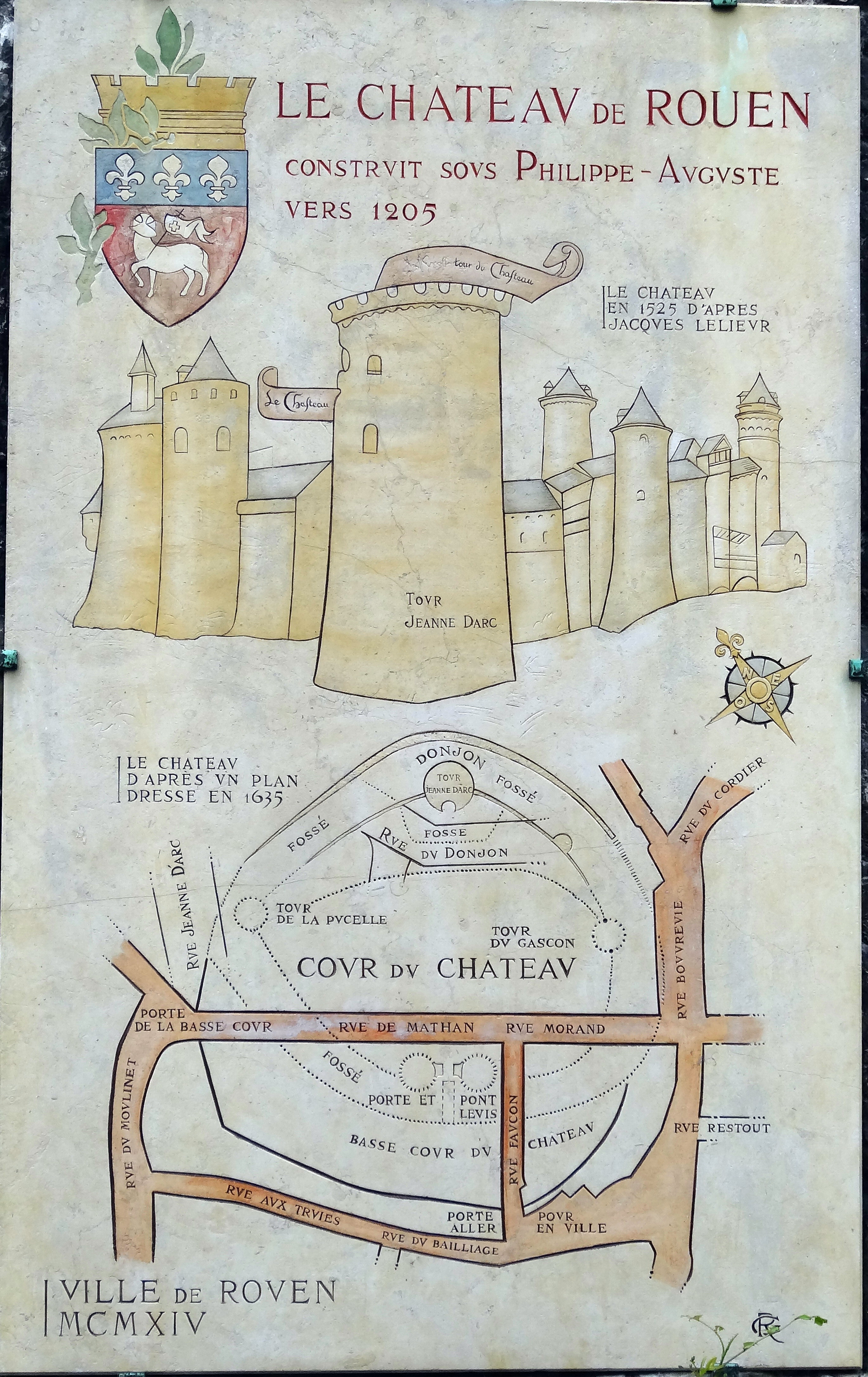
Элементы Руанского замка на плане современного города

Герцоги Нормандии в качестве своей резиденции в большинстве случаев предпочитали Руан, за исключением Вильгельма Завоевателя, который своей столицей избрал Кан, где он и был в дальнейшем погребён. Однако сердце одного из его потомков, короля Ричарда Львиное Сердце было захоронено в эффигии, расположенной в деамбулатории Руанского собора. В 1150 году Руан получил коммунальную грамоту; городом управлял совет «Ста пэров», а жители объединились в профессиональные корпорации и в братства мастеров. Руан в ту эпоху был крупнейшим торговым центром, продававшим соль и рыбу в Париж, а вина — в Англию.
В 1200 году Руан был опустошен крупным пожаром; кафедральный собор нужно было отстраивать заново, что заняло несколько последующих столетий.
Король Франции Филипп II Август занял Руан 24 июня 1204 года после 40-дневной осады. Капитан и комендант Руана Пьер де Прео подписал акт о капитуляции города, узнав, что помощь от англо-нормандского монарха Иоанна не пришла. В 1204 году вся Нормандия была присоединена к землям короля Франции. Французский король подтвердил права и привилегии Руана, однако приказал разрушить замок герцогов и построить Руанский замок для поддержания контроля над городом. Замок возвели на месте древнего галло-римского амфитеатра и дали ему название «château Bouvreuil». Этот Руанский замок разрушили в XV веке, используя его как каменоломню, и в наше время от него остался только знаменитый донжон, названный башней Жанны д’Арк, реставрированный при участии архитектора Виолле-ле-Дюка. Несмотря на своё название, башня не была местом заключения Жанны д’Арк в 1431 году. От башни, где действительно содержалась Орлеанская девственница, в наше время сохранился только цокольный фундамент, который можно увидеть, пройдя во внутренний двор дома 102 по улице rue Jeanne-d’Arc.
Текстильные мануфактуры получили широкое распространение в Руане и его окрестностях (Эльбёф, Дарнеталь, Барантен, Вилле-Экаль, Сен-Пьер-де-Варанжвиль, Маромм, Ле-Ульм, Малоне, Монвиль), купцы покупали шерсть в Англии, а готовое сукно продавали на Шампанских ярмарках.
Экономическое процветание Руана основывалось преимущественно на речной торговле по Сене. Руанские торговцы со времён короля Генриха II владели монополией на навигацию по Сене вверх по течению, вплоть до Парижа. В Англию они перевозили вино и пшеницу, а обратно привозили шерсть и олово.
Недовольства, вызванные высокими налогами, в 1281 году переросли в Руане в массовые беспорядки, в ходе которых убили мэра города и разграбили дома богатых горожан. В ситуации нестабильности король Филипп IV ликвидировал муниципалитет Руана и отменил монополию местных купцов на торговлю по Сене. Однако жители Руана в 1294 году выкупили свои привилегии обратно.
В июле 1348 года в Руан пришла пандемия чумы «чёрная смерть». В 1382 году в городе случилось восстание Гарель, безжалостно подавленное королевскими войсками. После этого власти подняли налоги и отменили привилегию руанцев на торговлю по Сене.
В эпоху Столетней войны 19 января 1419 года Руан был занят войсками английского короля Генриха V, который присоединил Нормандию к землям английской короны. Генрих V умер в 1422 году, и в том же году скончался король Франции Карл VI. Брат Генриха V, Джон Ланкастерский, стал регентом Франции и попытался заполучить руанские земли, в чём преуспел частично. Став каноником Руанского собора, он в нём предан земле, скончавшись в 1435 году.
Именно в Руане, бывшим центром английской власти на территории французского королевства, по подстрекательству герцога Бедфорда и партии бургиньонов судили и казнили Жанну д’Арк. 30 мая 1431 года её отправил на костёр руанский палач Жоффруа Тераж. В том же году юный Генрих VI из династии Ланкастеров был коронован в Париже королём Франции и Англии, после чего он прибыл в Руан, где его шумно приветствовала народная толпа. Король Франции вернул Руан французской короне в 1449 году, спустя 18 лет после смерти Жанны д’Арк и после 30-летней оккупации англичанами.
Руан служил религиозным центром северной Франции, ибо единственный в этих краях обладал собственным архиепископом.

#### Жанна д’Арк в Руане

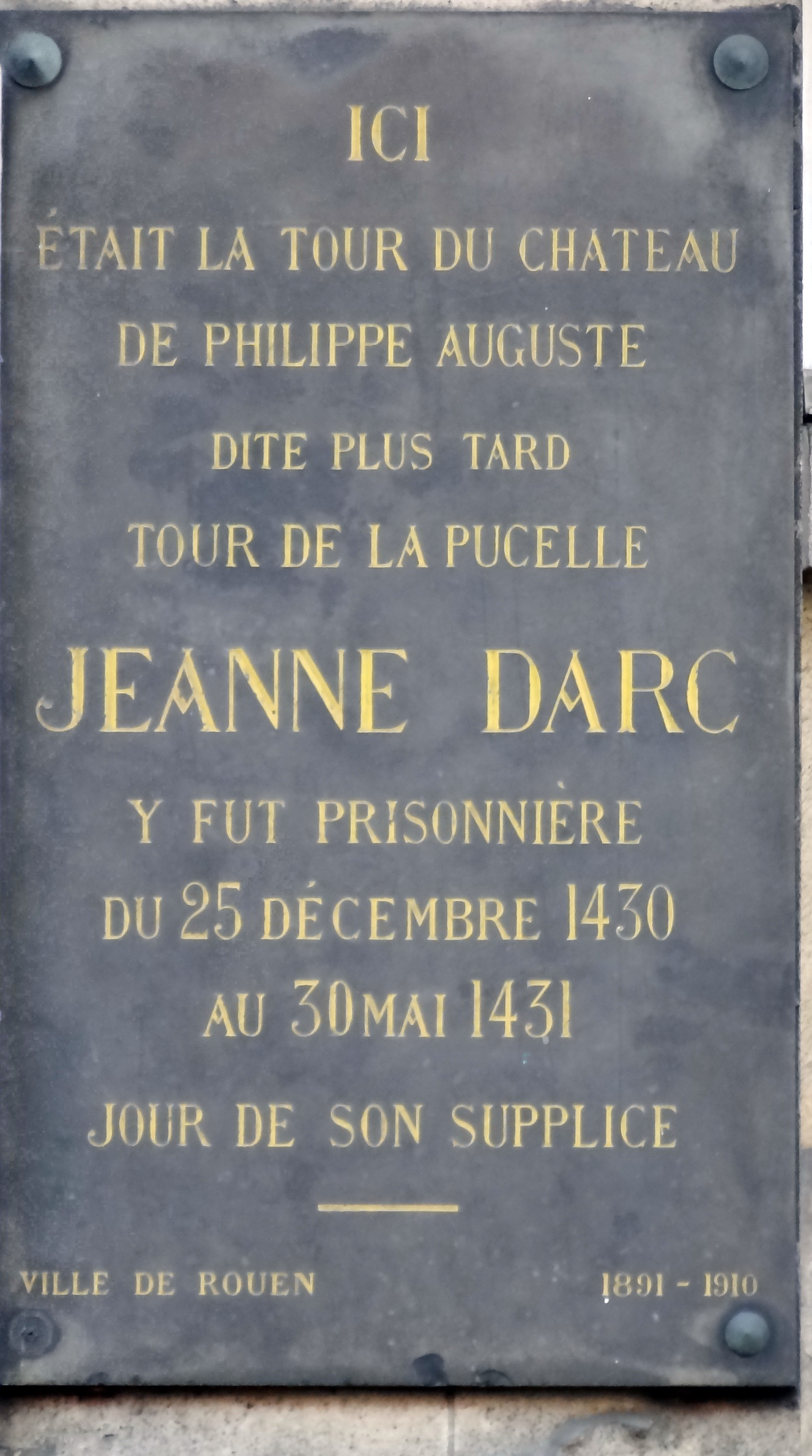
Мемориальная доска на месте заключения Жанны д’Арк

В разгар Столетней войны, в 1419 году, после долгой осады Руаном овладели англичане. Начиная с 25 декабря 1430 года в одной из башен Руанского замка находилась в заключении Жанна д’Арк. Вопреки распространённой легенде, её содержали не в донжоне, который ныне носит название Башня Жанна-д’Арк и открыт для туристов, а в находившейся неподалёку башне tour de la Pucelle. Об этом свидетельствует мемориальная доска, расположенная на фасаде дома 102 по улице rue Jeanne-d’Arc, во дворе которого сохранился цокольный фундамент этой башни. 30 мая 1431 года французскую национальную героиню сожгли на Старорыночной площади Руана. На одной из стен епископского дворца в городе установлена памятная доска о полной реабилитации героини, которая произошла через четверть века после её смерти.
На Старорыночной площади Руана после Второй мировой войны был возведён собор Святой Жанны д’Арк. Это большой современный архитектурный комплекс, включающий в себя, кроме собора, также крытый рынок (давший название площади). Крыша собора напоминает костёр, на котором в этом самом месте была казнена Жанна д’Арк. На месте костра поставлен высокий мемориальный крест. Одна из стен новой церкви составлена из сохранившихся старинных витражей собора, стоявшего на этом месте и уничтоженного авиацией союзников во время высадки в Нормандии.

### Эпоха Возрождения

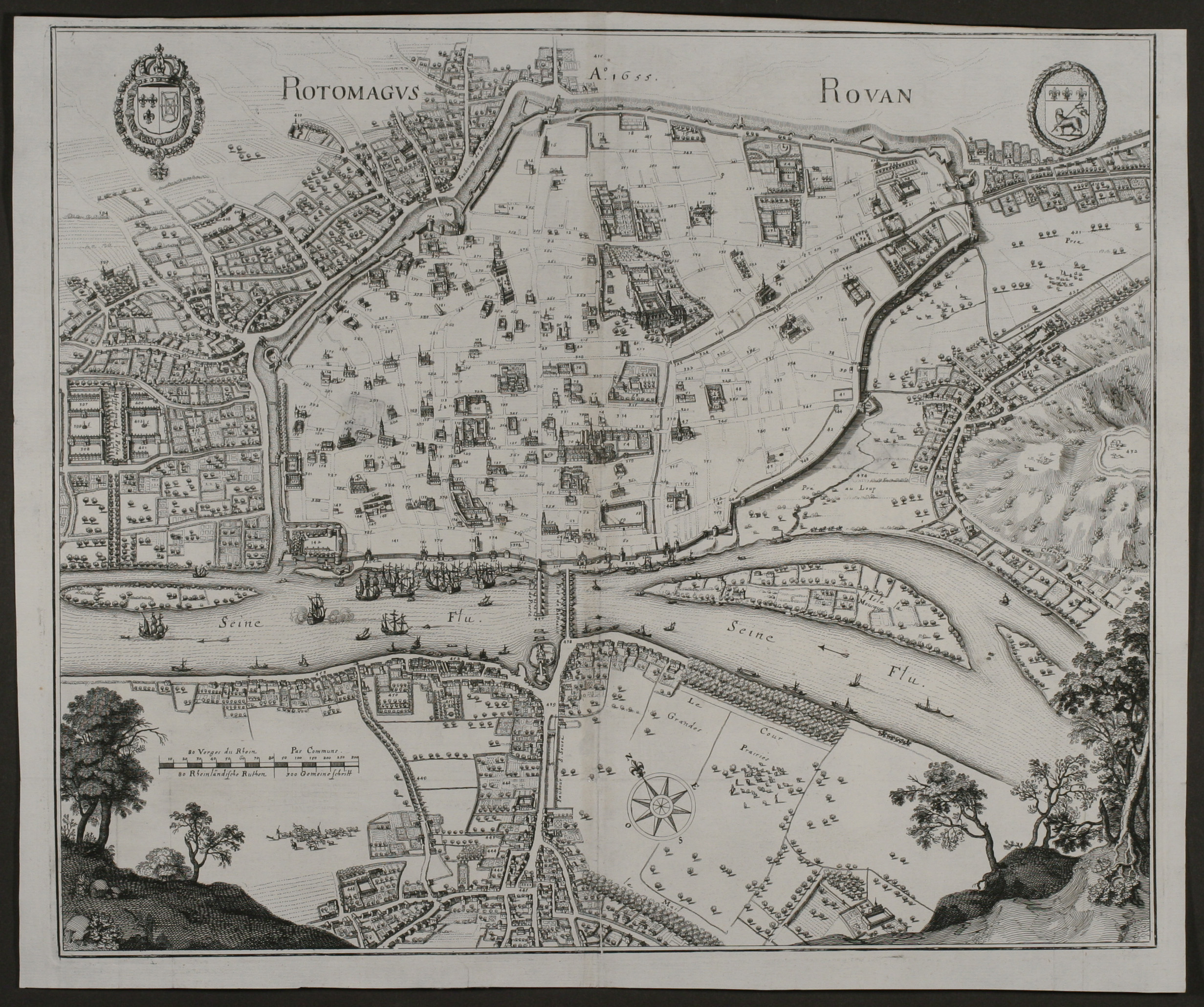
План Руана 1657 года

Стройки, остановленные Столетней войной, возобновились в Руане с новой силой. Так, начатая в период английской оккупации, церковь Сен-Маклу (Сен-Мало), была завершена в эпоху Возрождения. Наконец-то был достроен неф церкви аббатства Сент-Уэн, оставаясь пока ещё без фасада, фланкированного двумя башнями. Построен зал судебных кулуаров у дворца правосудия. Все новые постройки выполнялись в стиле пламенеющей готики, в которых, начиная с XVI века, стали добавлять первые декоративные элементы, присущие стилю Возрождения. В этот период истории Руан занимал четвёртое место в королевстве по численности населения, уступая Парижу, Марселю и Лиону.
Руан являлся одним из нормандских центров искусства Возрождения, в частности благодаря поддержке архиепископов (Жорж Амбуаз и его племянник Жорж II Амбуаз), а также финансистов. Архитекторы и художники, к примеру Руллан Леруа, украшали дворцы и особняки декором в итальянских мотивах; ярким примером такого декора является Финансовое бюро (фр. Bureau des Finances), расположенное напротив ворот кафедрального собора. Работа над дверным полотном церкви Сен-Маклу приписывается известному скульптору Жану Гужону.
В ноябре 1468 года Людовик XI с целью расширения города своей королевской грамотой продлил срок руанских ярмарок (фр. le Pardon Saint-Romain) вплоть до шести дней.
Основной вклад в экономическое благополучие Руана конца XV столетия внесли суконные мастерские, а также шёлкоткацкие ателье и металлургия. Рыболовы Руана доходили до берегов Ньюфаундленда, занимаясь промыслом трески, а также заходили в Балтийское море для ловли сельди. Соль поступала из Португалии и атлантического Геранда. Ткани продавали в Испанию, откуда в то время привозили шерсть, а семья Медичи сделала из Руана центр торговли итальянскими алюмокалиевыми квасцами.
В начале XVI века через Руан стали проводить основной объём французских торговых операций с Бразилией, покупая там главным образом красители для тканей. Благодаря этому в мастерских Руана использовали красители, напрямую доставляемые из Нового Света, красный краситель получали из бразильского дерева, синий — из растения индиго. Такая красильная специализация города подтверждалась присутствием флорентийцев, которые выбрали Руан центром торговли итальянскими минеральными квасцами на севере Франции, ведь квасцы были необходимы для фиксации красящего вещества на ткани. Разработка и добыча квасцов во все времена, от средневековья до нового времени, находилась исключительно в монополии Папского престола.
1 октября 1550 года по желанию короля Генриха II в Руане устроили навмахию, показавшую, что динамичные нормандские порты достойны стать отправной точкой освоения южноамериканских колоний французского королевства. В 1500 году, спустя 16 лет после запуска в Руане первой типографии, в городе уже работало 10 типографий.

### Эпоха религиозных войн
Начиная с 1530-х годов часть населения Руана присоединилась к движению Реформации и стала протестантами по доктрине, проповедовавшейся Жаном Кальвином. Число реформатов составляло от четверти до трети горожан Руана, и они находились в положении меньшинства. В 1560-х годах в Руане обострились разногласия между католической и протестантской общинами. Бойня в Васси положила начало первой из серии религиозных войн во Франции. 15 апреля 1562 года протестанты вошли в ратушу Руана и прогнали бальи. В мае пригороды охватила всеобщая борьба с иконами. 10 мая Руан покинули парламентарии католики.
Католики заняли форт Сен-Катрин, доминировавший над городом. Оба лагеря прибегли к средствам террора. Власти Руана обратились за помощью к королеве Англии, которая в соответствии с положениями договора, заключенного 20 сентября 1562 года в Хэмптон-корте с принцем Конде, направила войска для поддержки протестантов. Так англичане заняли Гавр. 26 октября 1562 года в Руан вошли французские королевские войска, грабившие город в течение трёх суток.
Известие о Варфоломеевской ночи пришло в Руан в конце августа 1572 года; пытаясь избежать массовой резни протестантов, городские власти взяли их под стражу. Однако с 17 по 20 сентября народная толпа сломала тюремные двери и расправилась с протестантами. Затем Руан неоднократно осаждал Генрих IV, но город сопротивлялся, в частности в ходе осады с декабря 1591 по май 1592 года на помощь Руану пришла испанская армия под командованием герцога Пармского.
Постоянно заседавшая Палата шахматной доски Нормандии, образованная в 1499 году в Руане Жоржем д’Амбуазом, в 1515 году была преобразована королём Франциском I в Парламент. Этот парламент оставался органом власти в провинции вплоть до Французской революции. Парламент обладал судебной, законодательной и исполнительной властью в вопросах, относящихся к Нормандии, и его полномочия превышали полномочия Королевского совета. Парламент также имел полномочия по управлению французской Канадой.
В XVI—XVIII веках благополучие города обеспечивала торговля текстилем и портовая деятельность. В 1703 году была образована Торговая палата Нормандии.
Руан не имел собственного университета; в 1734 году в городе открыли хирургическое училище, второе во Франции после парижского (1724 год). В 1758 году на западе Руана открыли новую городскую больницу, которая пришла на смену прежней больнице, находившейся южнее собора, ставшей слишком маленькой.
Стендаль (1783—1842) отозвался о Руане как об «отвратительной дыре, даже хуже Гренобля» (где он родился). Это «полная противоположность тому, что мы считаем великим» — писал он.

### Современная история
Во время войны 1870 года Руан оккупировали прусскими войсками, которые расквартировались в городе с 9 января 1871 года.
В 1896 году Руан принимал у себя Французскую национальную и колониальную выставку. Одной из её главных достопримечательностей стала «village nègre» (негритянская деревня), построенная на Марсовом поле. «Разные миры дальних стран объединили вокруг небольшого озера, где плавали пироги из цельных деревьев, и где весь день множество негритят ныряли в поисках монет, брошенных посетителями», писал альманах выставки. Публика и пресса были очарованы этим первобытным обществом; выставку посетило 600 000 гостей.
В годы Первой мировой войны в Руане располагалась британская военная база.
В период Второй мировой войны, несмотря на героическую оборону, Руан был оккупирован немецкими войсками с 9 июня 1940 года по 30 августа 1944 года. Во время обороны в июне 1940 года в Руане случился большой пожар, уничтоживший весь исторический квартал между кафедральным собором и Сеной. Другие крупные повреждения город получил во время бомбёжек Нормандии союзниками с 1942 по 1944 годы, когда целями были мосты через Сену и сортировочная станция в Соттевиль-ле-Руане. Два авианалёта, повлекшие больше всего жертв, случились 19 апреля 1944 года, когда от авиаударов британских ВВС погибло 816 горожан и ранено 20 000 руанцев. Также в ходе этих авианалётов был существенно повреждён Руанский собор и дворец правосудия. Позже, с 30 мая по 5 июня 1944 года Руан бомбили американцы, и эта неделя вошла в историю как «красная неделя»; от этой бомбёжки в Руане снова горел кафедральный собор и прилегающий к нему исторический квартал.
После войны центр города восстанавливали и реконструировали на протяжении 15 лет согласно проекту французского архитектора Жака Гребе.

## Экономика
В Руане расположен крупный речной порт, доступный для морских судов (перевалка грузов с морских судов на речные и на железные дороги). В городе получила развитие хлопчатобумажная и другие отрасли текстильной промышленности. В пригородах — металлургия, машиностроение; нефтеперерабатывающая, химическая, деревообрабатывающая и бумажная промышленность.
В Руанской городской агломерации насчитывается 176 300 рабочих мест, из которых 75 700 приходится на сам Руан. В городе функционирует около 3000 торговых предприятий и действует оптовый рынок сельхозпродукции национального значения (MIN).
Структура занятости населения:
- сельское хозяйство — 0,2 %
- промышленность — 5,1 %
- строительство — 4,8 %
- торговля, транспорт и сфера услуг — 48,0 %
- государственные и муниципальные службы — 41,9 %

Уровень безработицы (2017) — 18,1 % (Франция в целом — 13,4 %, департамент Приморская Сена — 15,3 %). Среднегодовой доход на человека, евро (2018) — 20 340 (Франция в целом — 21 730, департамент Приморская Сена — 21 140).

## Демография
Динамика численности населения, чел.

## Достопримечательности
Министерство культуры Франции причислило Руан к списку городов искусств и истории.
Французский писатель Стендаль назвал Руан «Афинами готического стиля». Хотя различные гражданские и религиозные постройки Руана существенно пострадали в ходе бомбардировок и пожаров в годы Второй мировой войны, к счастью, большая часть наиболее знаковых исторических памятников города была реконструирована или выстроена заново, благодаря чему Руан находится в первой шестёрке французских городов по количеству классифицированных исторических памятников, и в пятёрке — по древности своего исторического наследия.
Кафедральный собор Нотр-Дам

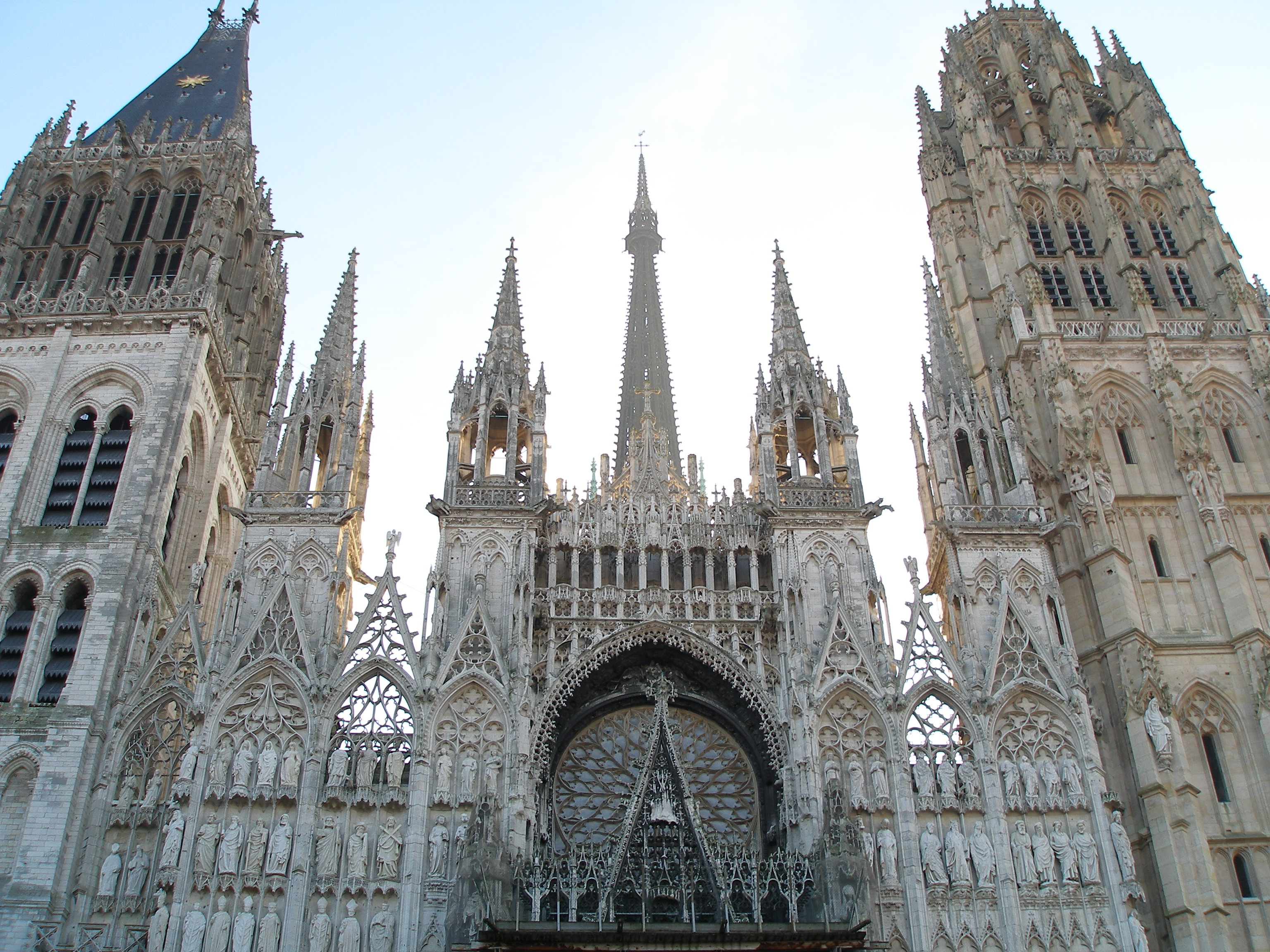
Руанский собор

Примасский кафедральный собор Нотр-Дам собрал в себе черты всех этапов развития нормандской готики. Над средокрестием собора возвышается башня-фонарь, увенчанная чугунным шпилем высотой 151 метр (самый высокий во Франции). Башня никогда не выполняла функцию колокольни. Внутри церкви можно познакомиться с историей витражей, начиная с XIII века до наших дней. Помимо витражей, собор славится своими фасадными скульптурами; 70 статуй, размещённых на высоте от 20 до 30 метров, выполнили в период между 1362 и 1421 годами. На верхнем уровне скульптурной группы представлены статуи ангелов и святых дев, ниже которых расположены апостолы, под которыми, в третьем ряду, представлены статуи архиепископов (только в левой части фасада).
В хоре расположены могилы первых герцогов Нормандии, в том числе первого герцога Роллона и короля Ричарда Львиное Сердце, который завещал похоронить своё сердце в этом соборе «в память о любви к Нормандии».
Башня Сен-Ромен высотой 77 метров окаймляет фасад с севера. Она названа по имени архиепископа Руана, жившего в VII веке, и который по легенде победил гаргулью, обитавшую на болотах у Сены. Башню начали строить в XII веке, и её первые уровни выполнены в стиле ранней готики, тогда как последний уровень и венчающая его кровля выполнены в стиле пламенеющей готики. Эта башня выгорела в 1944 году.
Масляная башня высотой 80 метров окаймляет главный фасад с юга. Построенная на пожертвования, собранные во время Великих постов, башня является совершенным образцом стиля пламенеющей готики.
Кафедральный собор увековечен в цикле из 30 полотен «Руанский собор» импрессиониста Клода Моне. Также своей известностью собор обязан роману Гюстава Флобера «Госпожа Бовари».
Церковь аббатства Сент-Уэн
Монастырская церковь аббатства Сент-Уэн выполнена в стилях зрелой и пламенеющей готики. Старинное аббатство Сент-Уэн считалось одним из самых могущественных бенедиктинских монастырей всей Нормандии. Работы по сооружению монастырской церкви, начатые в 1318 году, были приостановлены на время Столетней войны и завершены только в XVI веке. Церковь имеет длину около 137 метров от апсиды до входа в неф и её своды поднимаются на высоту 33 метров. Готические витражи XIV века по богатству и разнообразию не имеют себе равных во Франции. В церкви находится большой орган работы знаменитого Аристида Кавайе-Коля, которому Шарль Мари Видор посвятил одну из своих симфоний.
Башня средокрестия над церковью аббатства, прозванная «Венцом Нормандии», имеет высоту 87 метров. В 1800 году в бывшем дортуаре монахов разместился муниципалитет Руана. Таким образом мэрия города и по наши дни находится рядом с церковью аббатства, приведя здание в соответствие современным требованиям.
Городские часы
Знаковым памятником города являются большие городские часы (Gros-Horloge), символизировавшие могущество Руана. Механизм этих башенных астрономических часов датируется XIV веком, а циферблат выполнен в XVI веке. Часы установлены в особнячке, под ренессансной аркой которого пролегает улица rue du Gros-Horloge, а сбоку к нему примыкает готическая башня-беффруа. На двойном циферблате единственная стрелка указывает час. В верхнем овальном окошке часы показывают день недели и лунные фазы. Пасхальный ягнёнок на гербовом щите у вершины арки символизирует долгие традиции текстильного дела в Руане.
Башня и часы были полностью восстановлены; работы длились с 1997 года по декабрь 2006 года.
Финансовое бюро или Офис по туризму

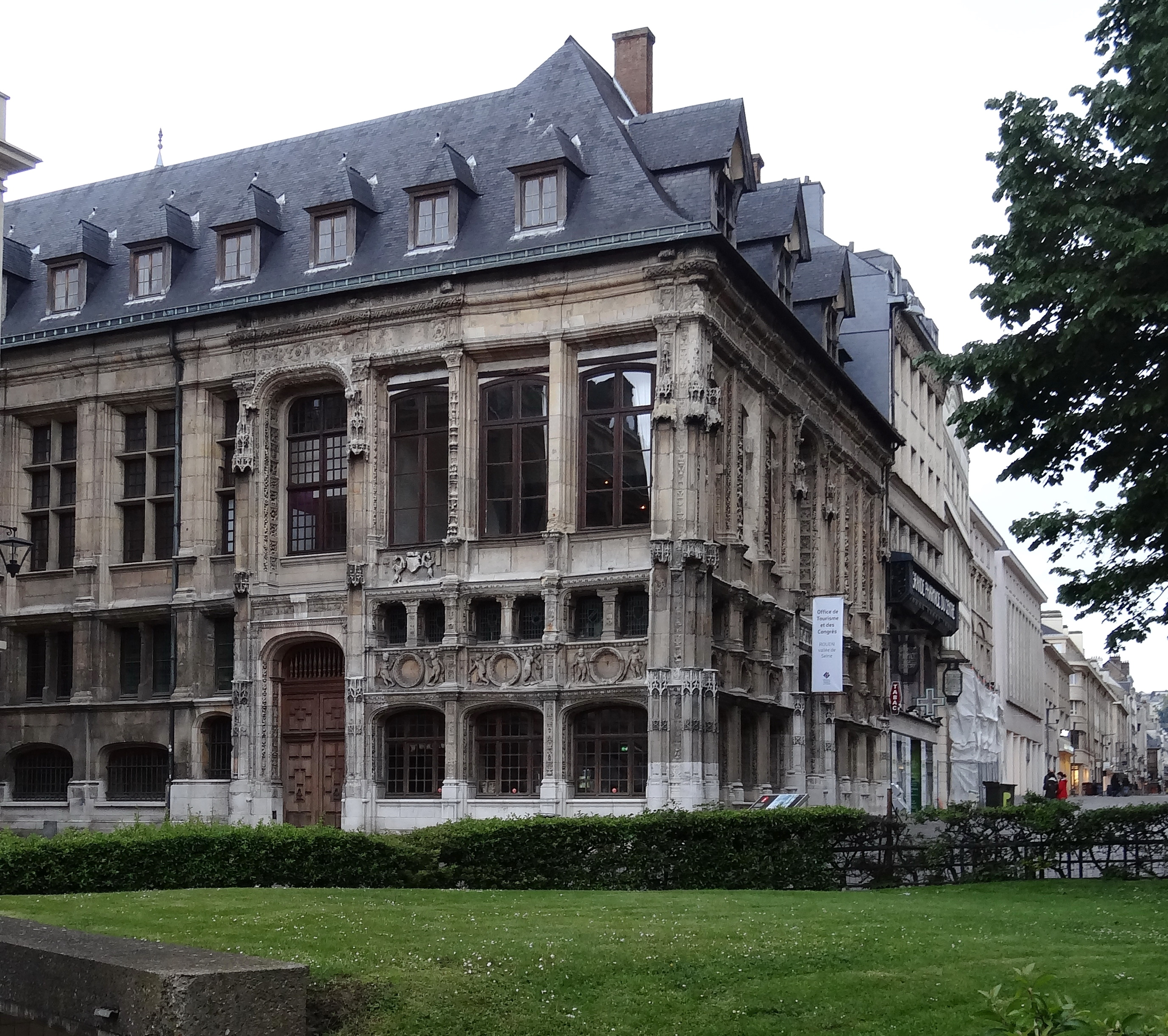
Офис по туризму в здании прежнего Финансового бюро

Здание Финансового бюро, построенное в 1509—1540 годах по указанию кардинала Жоржа д’Амбуаза, является наиболее старым памятником эпохи Возрождения, сохранившимся в наше время в Руане.
К счастью, здание практически не пострадало от бомбардировок в годы Второй мировой войны. Начиная с 1959 года здесь расположен офис по туризму Руана. Внешний и внутренний фасады, а также кровля бывшего Финансового бюро с 1928 года классифицированы как национальный исторический памятник.
Известно, что 11 полотен своего цикла «Руанский собор» импрессионист Клод Моне написал, находясь в этом здании.
Дворец правосудия

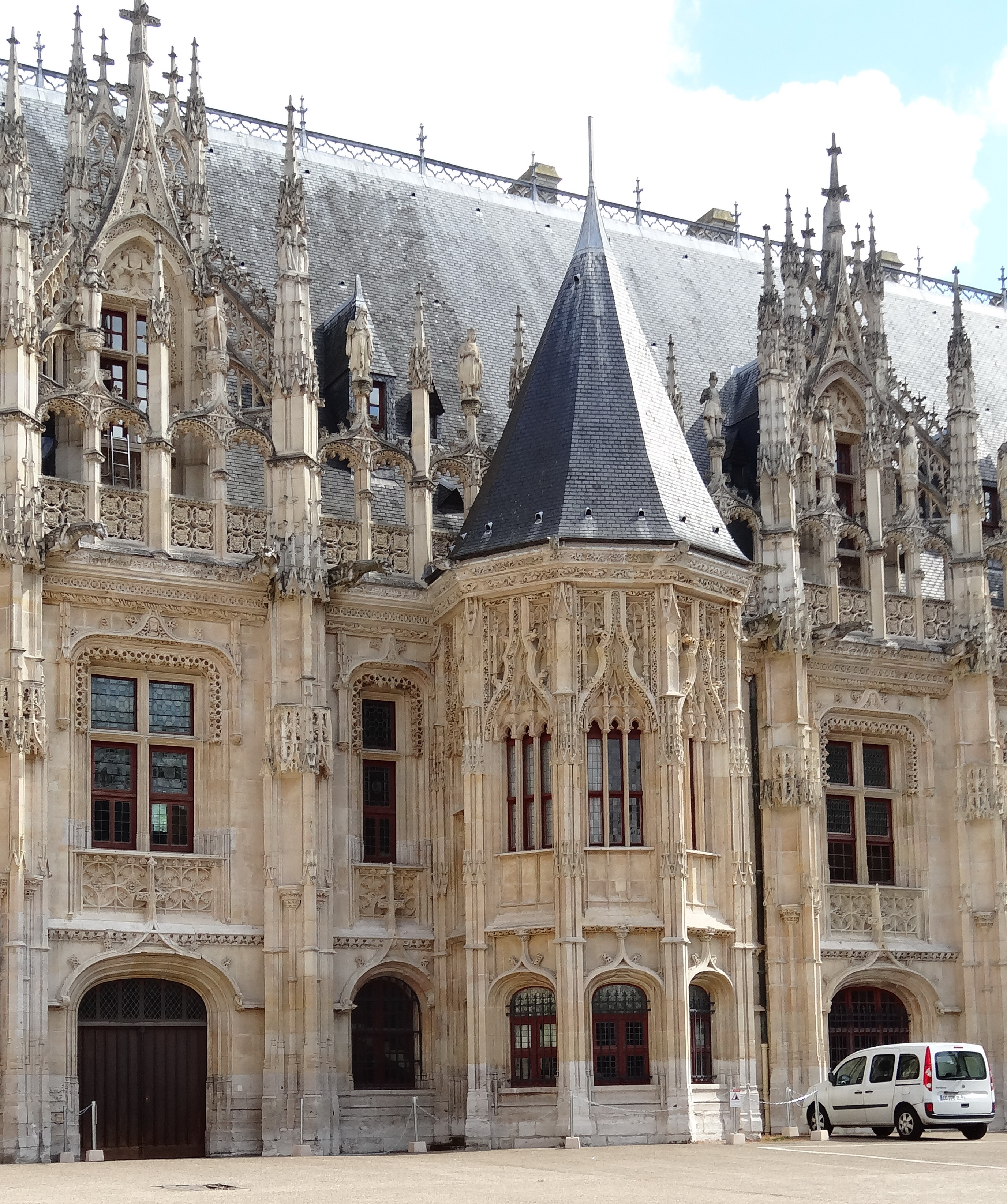
Фрагмент внутреннего фасада Дворца правосудия

Дворец правосудия в дореволюционную эпоху был резиденцией Парламента Нормандии. Здание дворца является одним из немногих сохранившихся во Франции примеров гражданской готической архитектуры конца периода Средневековья.
В готическом стиле выполнено только левое крыло (если наблюдать из курдонёра) здания, построенное между концом XV века и началом XVI века. Фасад крыла украшен пинаклями, гаргульями и позднеготической балюстрадой у основания кровли. Примыкающая лестница реконструирована в начале XX века в стиле неоготики.
В центральном корпусе наблюдается смешение готического стиля и ренессанса; эту часть здания строили почти весь XVI век. В сравнении с готическим крылом, декор центрального корпуса более роскошен, а его балюстрада полностью другая.
Правое крыло здания является неоготической стилизацией; его построили в XIX веке на месте прежнего крыла классического стиля. Часть здания, выходящая на улицу rue Jeanne-d’Arc, вместе с часовой башней, выполнена в стиле неоготики.
В давние времена в этом здании располагалась Палата шахматной доски Нормандии, ставшая с XVI века Парламентом Нормандии.
Частные особняки Руана
В городе сохранилось большое количество частных городских особняков XVI—XIX веков, которые свидетельствуют о важности Руана и его экономическом благополучии.
В архитектуре частного особняка отеля де Буртруд (фр. Hôtel de Bourgtheroulde), расположенного на площади place de la Pucelle, заметно совместное влияние поздней готики и Возрождения. Его построил сеньор де Буртруд Гийом Леруа, советник Палаты шахматной доски Нормандии в первой половине XVI века. Частные владельцы продали его в декабре 2006 года, а с 2010 года особняк переоборудован под роскошную гостиницу.
Большинство примечательных особняков построено из тёсаного камня, но некоторые имеют конструктивные элементы из фахверка.
Церковь Сен-Маклу

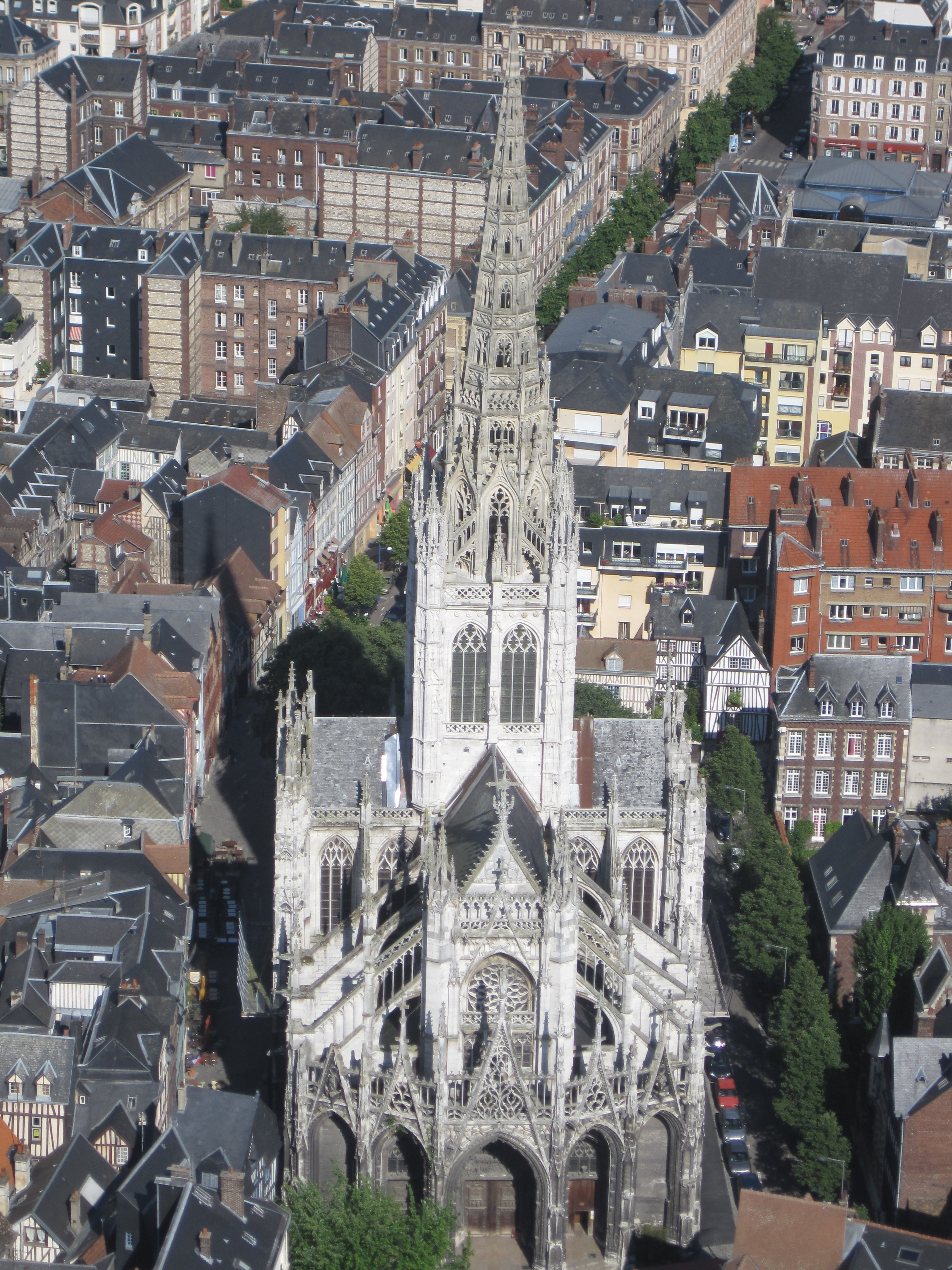
Современный вид церкви Сен-Маклу

Церковь Сен-Маклу или Сен-Мало, построенная между 1437 и 1517 годами и посвященная святому Мало, является жемчужиной поздней готики. Фасад церкви украшен круглым окном-розой. Крыльцо из пяти ворот, вдоль этого фасада, выстроено по округлой дуге и увенчано богато декорированными вимпергами. Трое врат служат для входа, а оставшиеся двое закрыты створками резного дерева, выполненными в стиле Возрождения.
В плане церкви рукава трансепта не выдаются наружу. Здание выполнено в нормандской традиции, с башней-фонарём, которая здесь также имеет функцию колокольни. Шпиль был установлен в XIX веке. Ризница в восточной части, мраморные колонны которой были заказаны в Италии, является подражанием стилю неоренессанс.
Церковь была повреждена в годы Второй мировой войны из-за попадания двух авиабомб и последующего пожара.
Алтарь церкви очень светел, поскольку конструктивные особенности позволяют проникать солнечному свету, и по этой причине колонны нефа и хора не имеют капителей. В реконструированных хорах больше не видно красивых барочных деревянных панелей довоенного времени, которые уцелели только в одной часовне. Одна из часовен в южной части деамбулатория осталась не реконструированной.
В наше время в церкви осталось мало старинных витражей, а те, которые сохранились, частично составлены с современными элементами. Тем не менее, над северными вратами можно видеть древо Иессеево XV века, с сидящим Иессеем согласно традиции Фландрии, а над южными вратами находится распятие Христово.

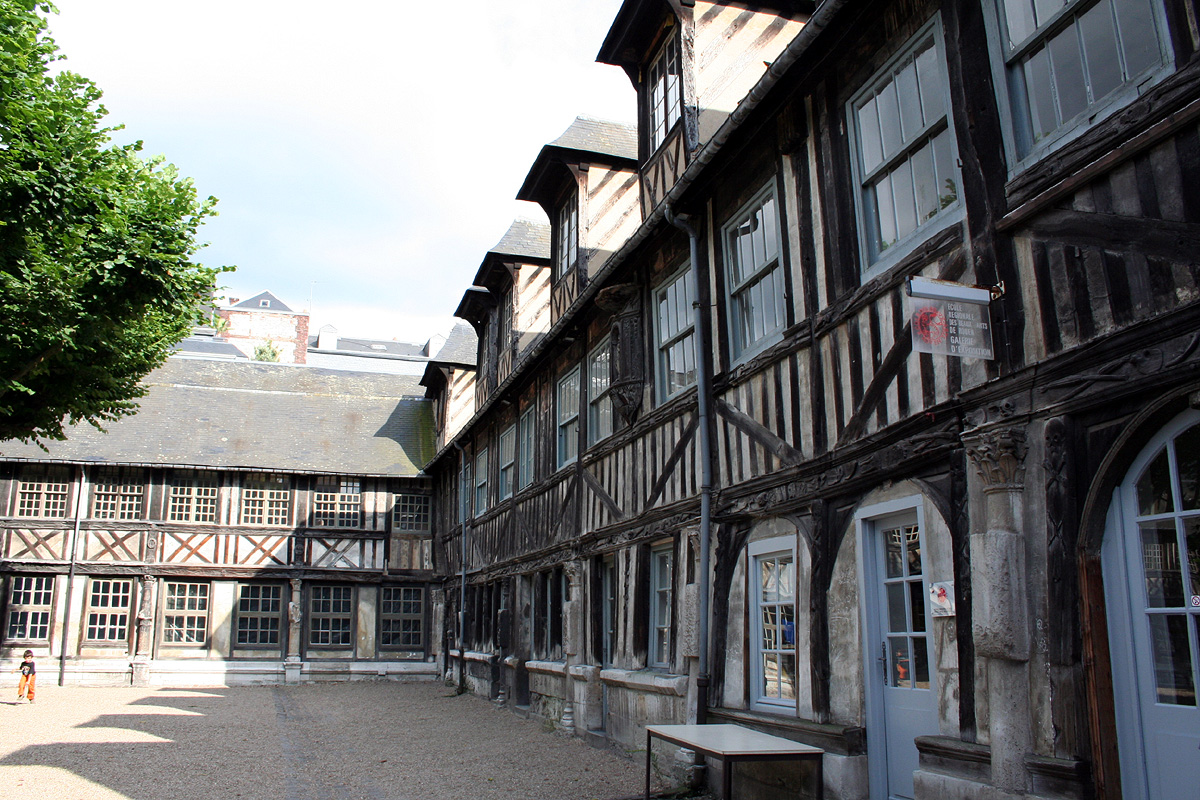
Церковное кладбище Сен-Маклу
Во дворе церкви Сен-Маклу находится древний оссуарий квадратной формы, образованный четырьмя крылами из камня и фахверка. Его история восходит к пандемии чумы Чёрная смерть 1348 года, унёсшей жизни большей части горожан. Кладбище вокруг церкви Сен-Маклу стало слишком маленьким, и в некрополь превратили двор, используемый прежде как паперть. Очередная эпидемия, поразившая Руан в 1526 году, вызвала необходимость постройки трёх галерей с фахверковыми стенами.
Вид этих трёх построек существенно отличался от современного. Кровельные конструкции были более высокими и покатыми. На втором этаже не было окон и хранение человеческих останков там было упорядочено. В XVII веке в комплекс добавили четвёртое крыло, частично похожее на три прежних крыла. Оно никогда не служило оссуарием и священники прихода Сен-Маклу построили его под школу и жильё. После запрета захоронений в центре города в XVIII веке и разрушения кладбищ, весь комплекс построек был преобразован в школу.
В настоящее время здесь расположена Региональная художественная школа Руана, а также службы охраны исторического наследия.
Старорыночная площадь

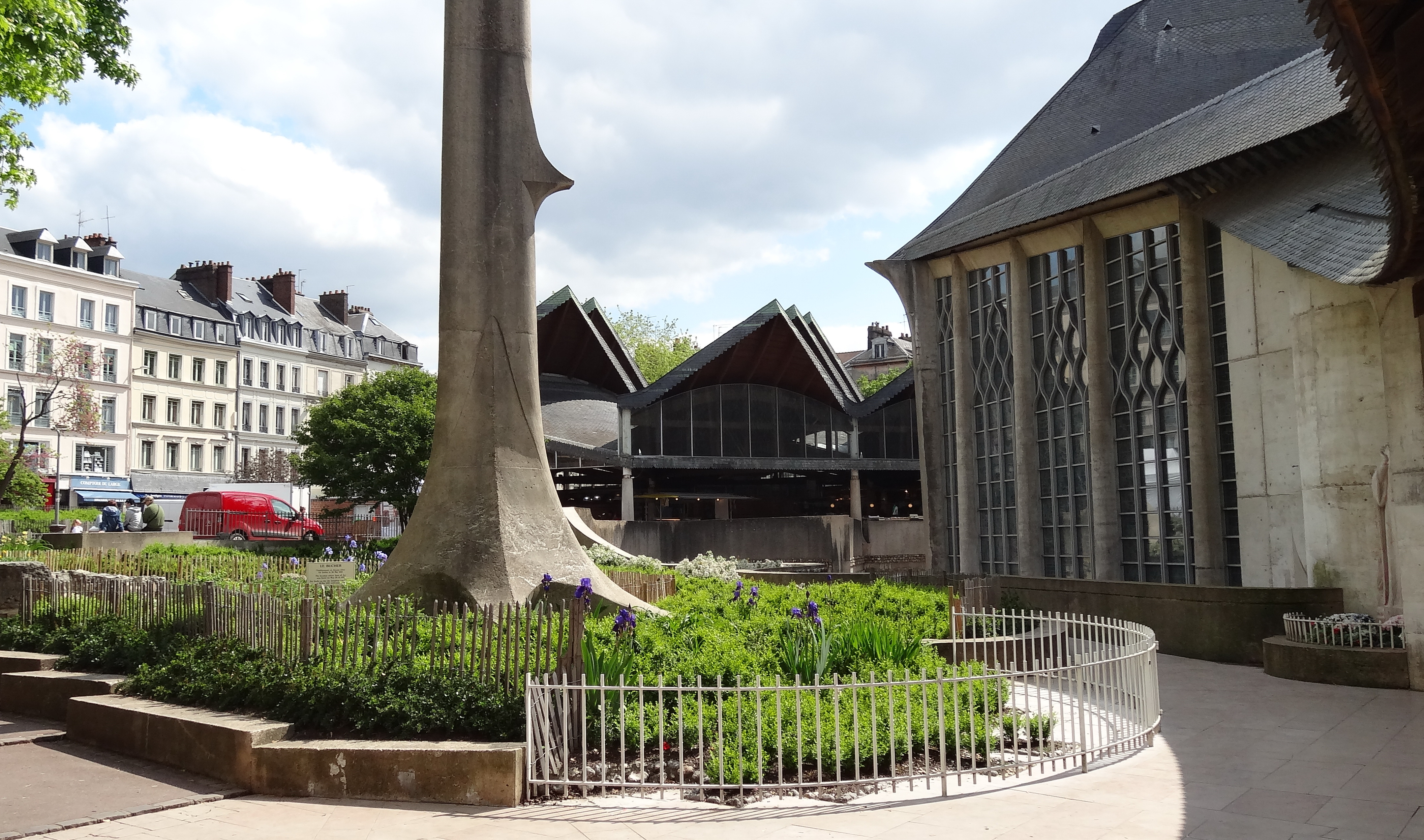
Место сожжения Жанны д’Арк; основание креста и мемориальная церковь (справа)

В эпоху Столетней войны Старорыночная площадь (фр. place du Vieux-Marché) Руана стала местом казни национальной героини Франции Жанны д’Арк, сожжённой на костре 30 мая 1431 года. В центре площади убрали остатки церкви Сен-Совер, а по её периметру построили фахверковые дома.
Возле места костра на площади установлен большой Крест Жанны д’Арк.
В 1979 году на месте мученической смерти Орлеанской Девы возвели церковь Святой Жанны д’Арк. Построив это здание, муниципалитет решил три задачи: в городе появилась церковь, посвящённая Жанне д’Арк, это здание также стало гражданским мемориалом национальной героини, а также местом хранения витражей из разрушенной в 1944 году церкви Сен-Венсан.
Донжон Руанского замка или башня Жанна-д’Арк
Башня Жанна д’Арк является единственной уцелевшей частью Руанского замка, построенного в 1204 году королём Филиппом Августом на развалинах галло-римского амфитеатра эпохи поселения Ротомагус. Прежде бытовало предание, что в этой башне содержалась под стражей Жанна д’Арк.
Возвышение святого Ромена

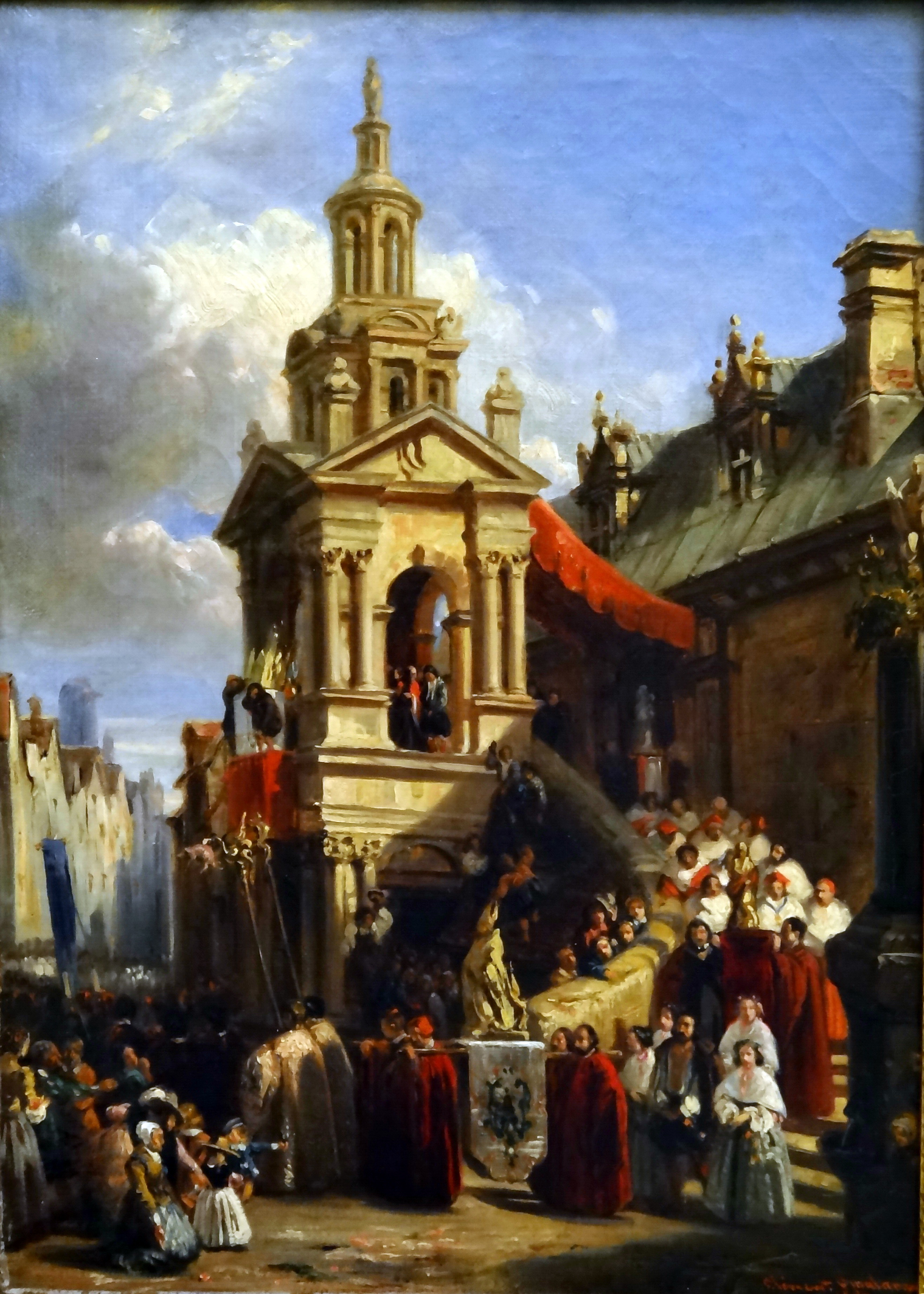
«Шествие к гаргулье», Клеман Буланже (Руанский музей)

Здесь находятся немногие остатки старинного квартала рядом с Сеной, уничтоженного пожаром 1940 года и бомбардировками 1944 года. Постамент (Fierte), расположенный на современной площади place de la Haute-Vieille-Tour, построен в 1524 году в стиле Возрождения. Постройка имеет два этажа и небольшую лоджию с коринфскими колоннами, пилястрами, фронтонами и фонарной колоколенкой. Предположительно, её архитектором стал Жан Гужон.
Слово Fierte на старофранцузском языке означает раку, производное от латинского feretrum «носилки для умерших», напоминая о церемонии подъёма раки с мощами святого Ромена, легендарного епископа Руана VII века. В реальности на этом месте была конечная точка ежегодного торжественного хода с мощами покровителя Руана святого Ромена. Эта процессия была частью исполнения «привилегии святого Ромена», упоминание о которой восходит к 1210 году. Ежегодно капитул каноников Руанского собора выбирал одного из приговорённых к смерти преступников, который, забравшись в ложу здания, должен был три раза поднять раку с мощами святого епископа. После этого действа каноники миловали преступника, поскольку имели привилегию освобождать на Вознесение одного приговоренного к смерти. Эта привилегия имеет корни в легенде о гаргулье, жившей на болотистом берегу Сены, и которую при помощи смертника победил святой Ромен. Такая традиция была прекращена в 1790 году.

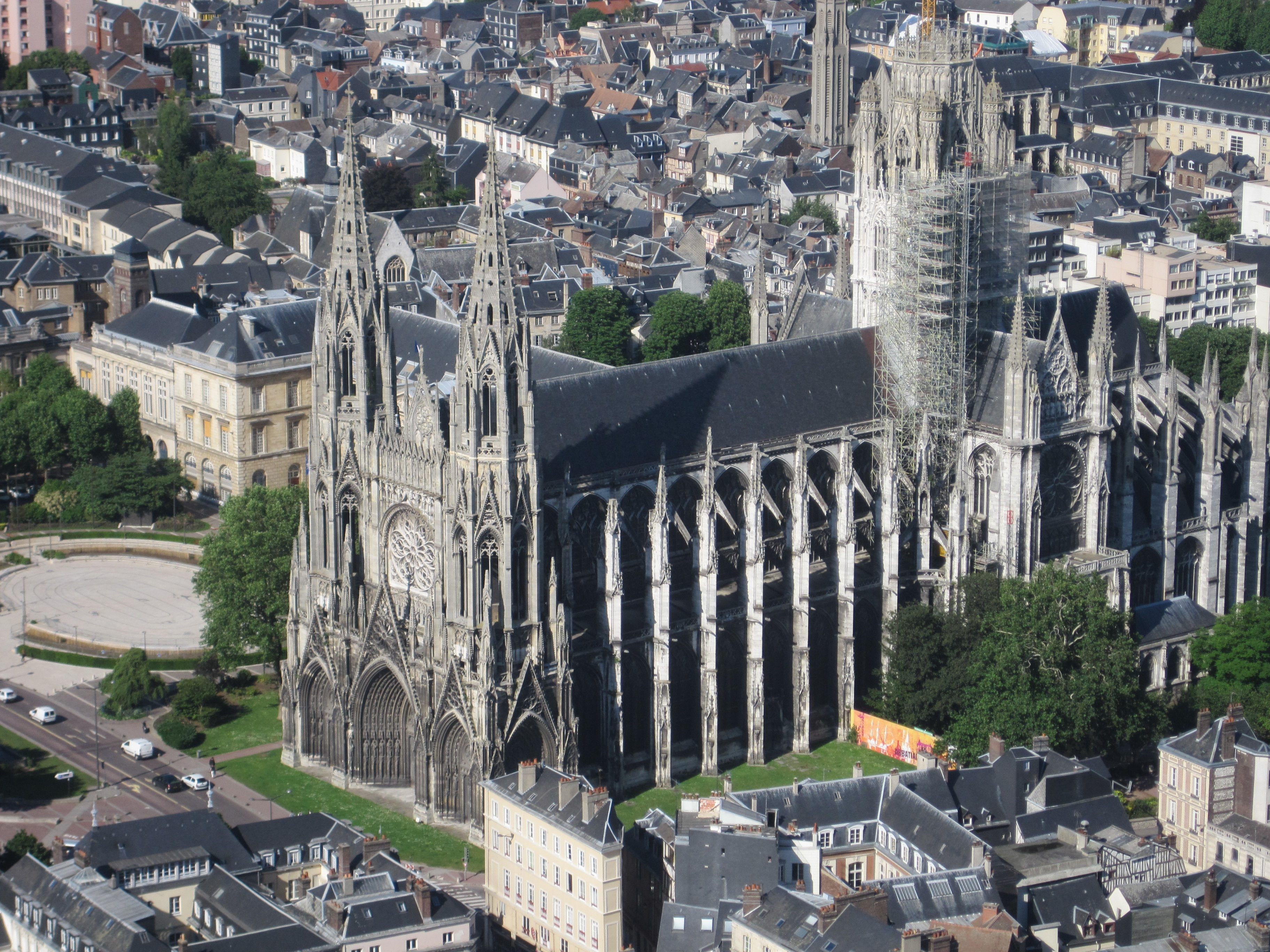
Церковь аббатства Сент-Уэн
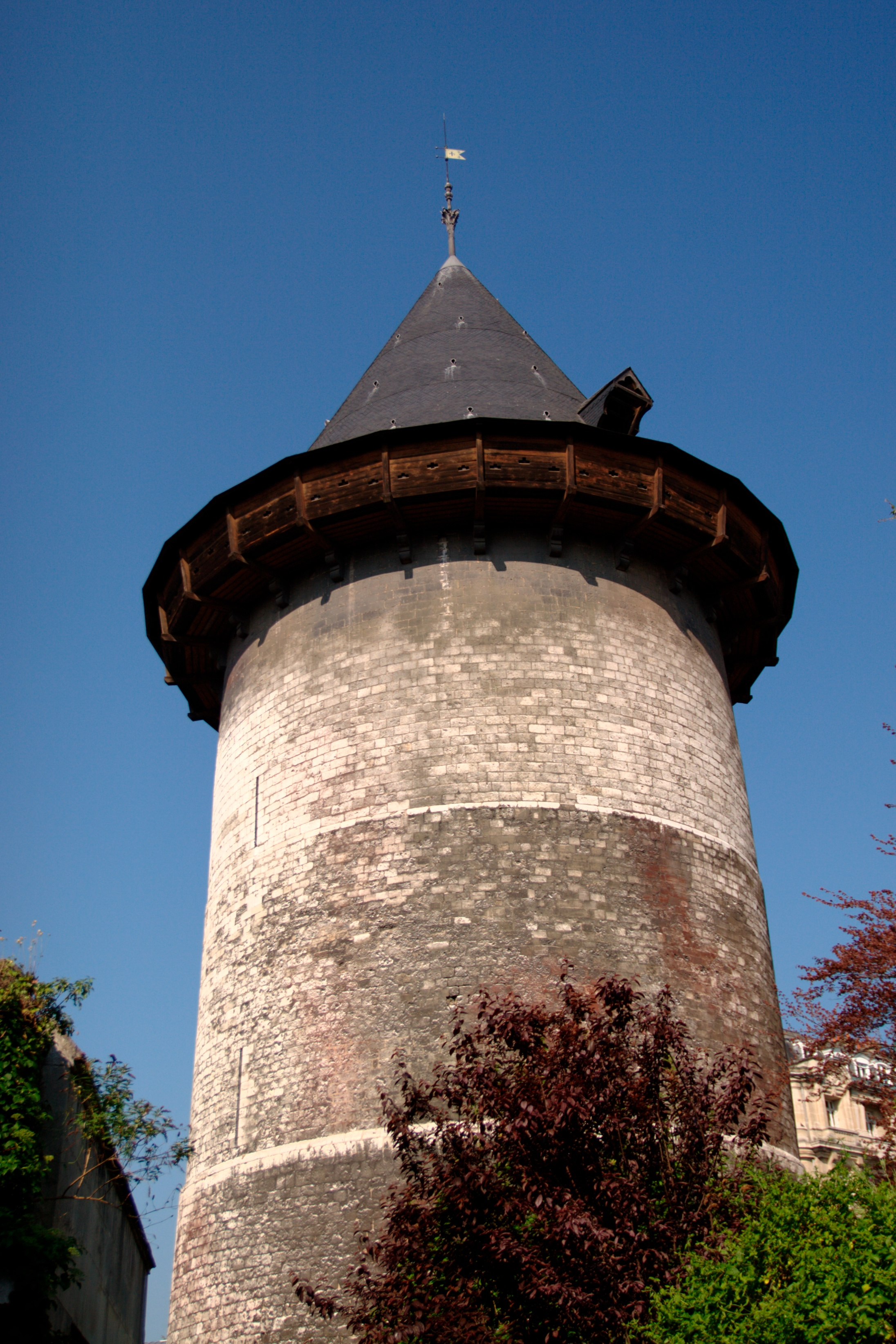
Башня Жанна д’Арк
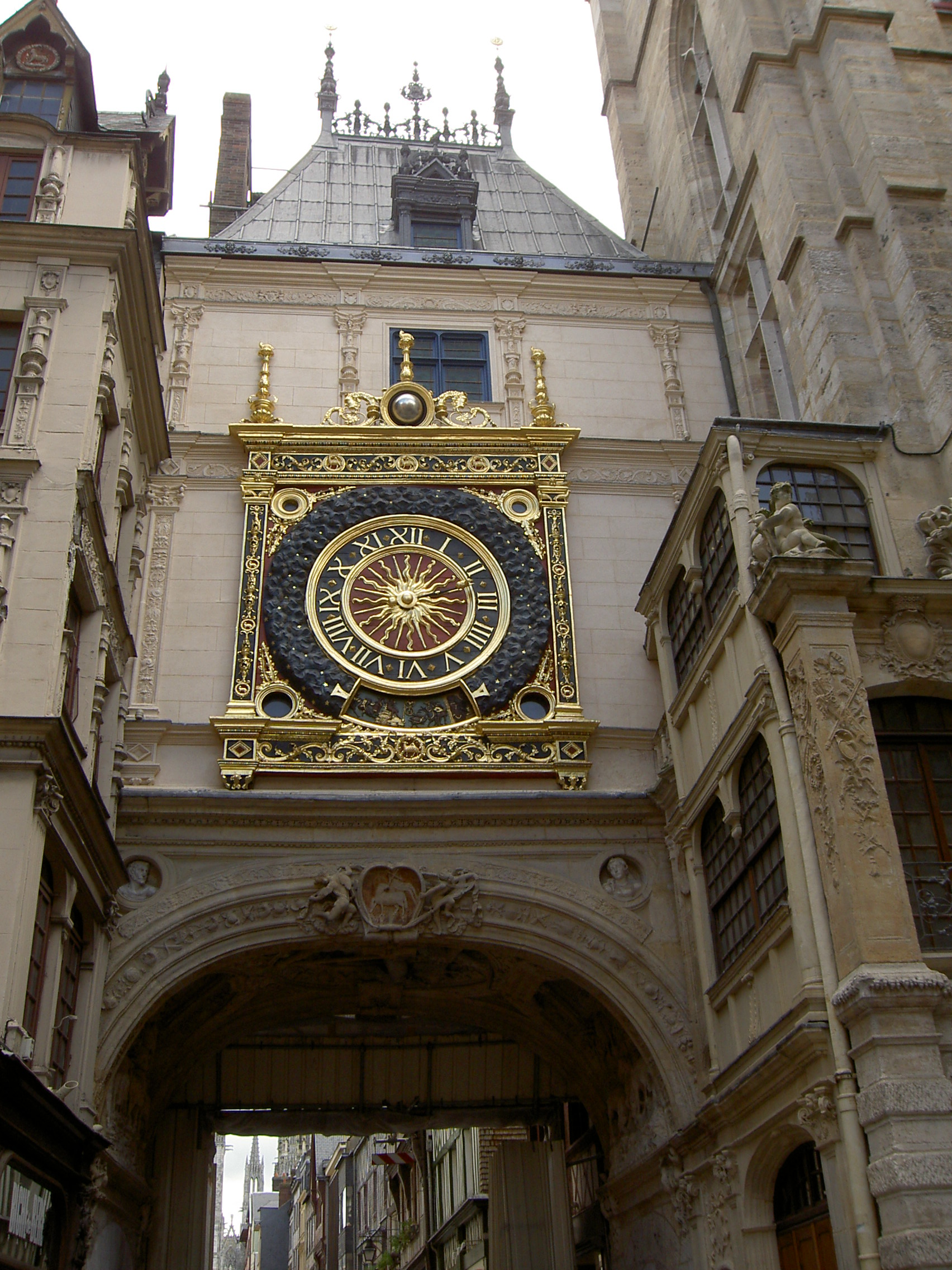
Городские часы Гро-Орлож
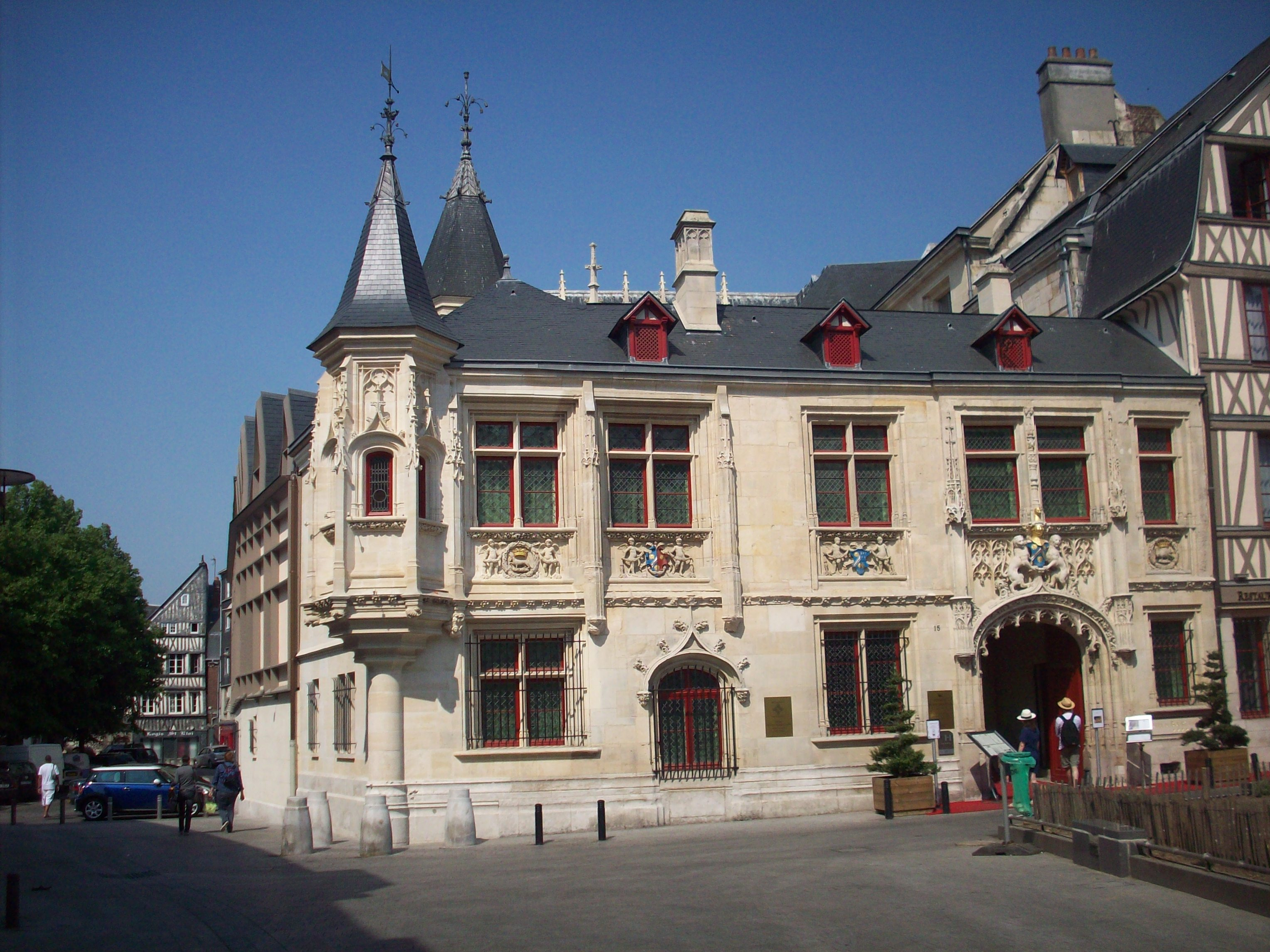
Отель де Буртруд
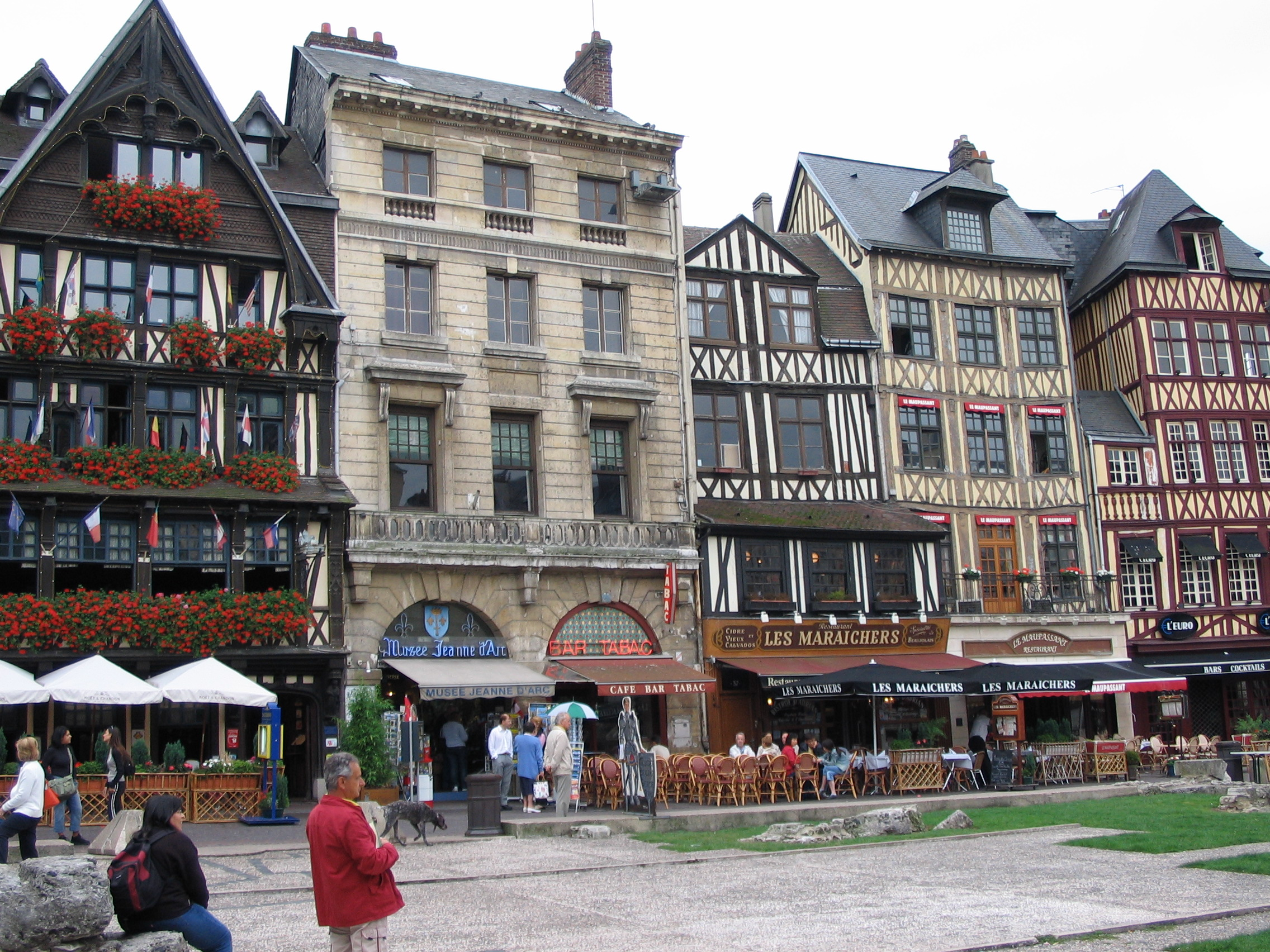
Фахверковые дома и музей Жанны д'Арк

## Администрация
Пост мэра Руана с 2020 года занимает социалист Николя Майер-Россиньоль. На муниципальных выборах 2020 года возглавляемый им левый блок одержал победу во 2-м туре, получив 67,12 % голосов.
| Период | Период | Фамилия                 | Партия                         | Примечания |
| ------ | ------ | ----------------------- | ------------------------------ | --- |
| 1968   | 1993   | Жан Леканюэ             | Союз за французскую демократию | президент Генерального совета департамента, депутат Национального собрания Франции, депутат Европейского парламента, сенатор министр планирования территории     |
| 1993   | 1995   | Франсуа Готье           | Союз за французскую демократию | государственный служащий, член Регионального совета Верхней Нормандии, сенатор                                                                                   |
| 1995   | 2001   | Ивон Робер              | Социалистическая партия        | инспектор системы национального образования |
| 2001   | 2008   | Пьер Альбертини         | Союз за французскую демократию | профессор университета, депутат Национального собрания Франции                                                                                                   |
| 2008   | 2012   | Валери Фурнерон         | Социалистическая партия        | спортивный врач, член Генерального совета департамента, депутат Национального собрания Франции, министр по вопросам молодежи, спорта и национального образования |
| 2012   | 2020   | Ивон Робер              | Социалистическая партия        | инспектор системы национального образования |
| 2020   |        | Николя Майер-Россиньоль | Социалистическая партия        | горный инженер, президент Регионального совета Верхней Нормандии                                                                                                 |

## Культура

### Массовые мероприятия

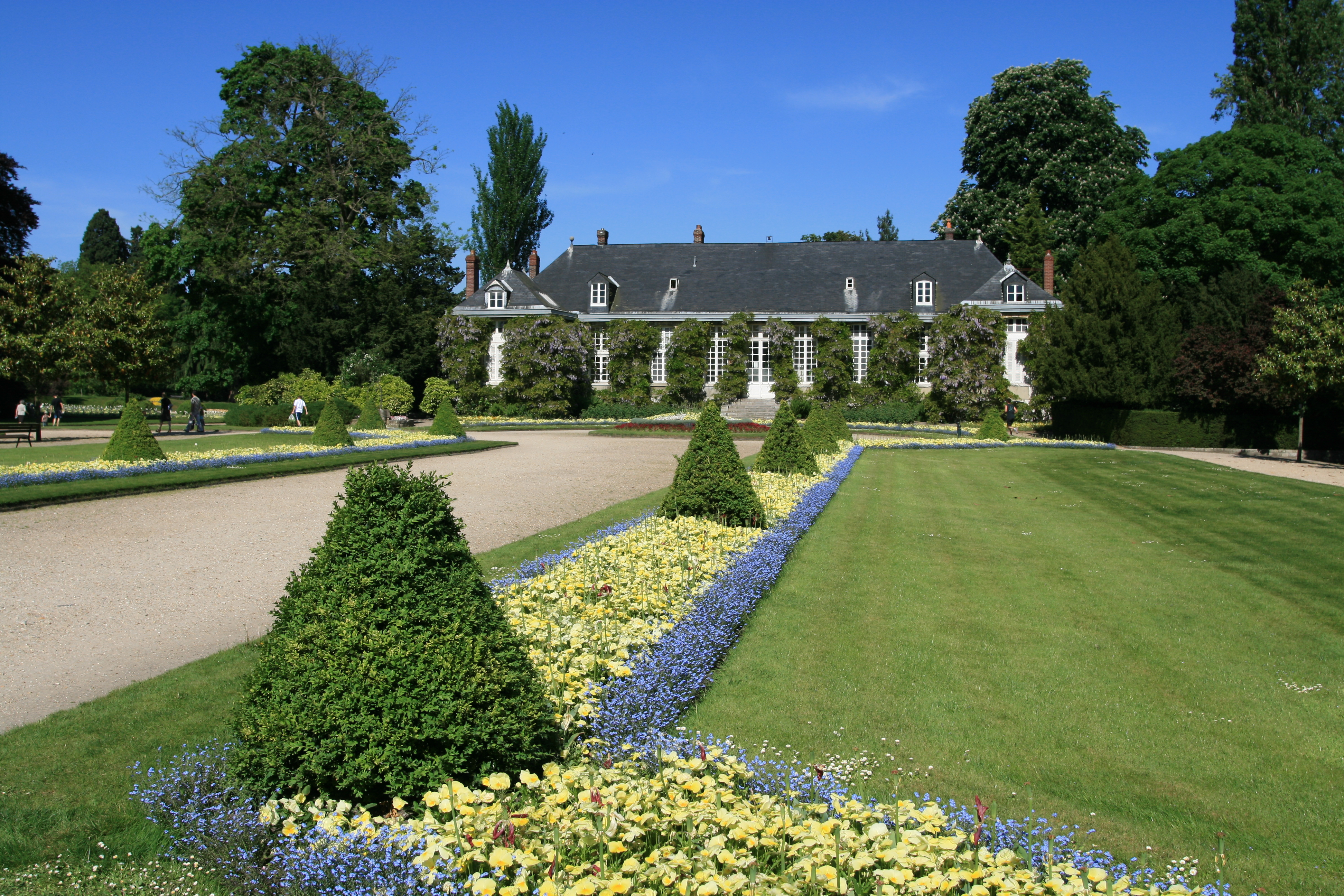
Ботанический сад Руана

- Фестиваль скандинавского кино; в марте, с 1988 по 2010 годы.
- Фестиваль «Взгляд на мировое кино из Руана»; в январе, начиная с 1995 года.
- Фестиваль «Нормандия импрессионистов»; апрель — сентябрь 2013 года.
- «Армада» — большой сход крупных парусных судов и военных кораблей. Шестой по счёту слёт проходил с 6 по 16 июня 2013 года.
- Ярмарка Сен-Ромен — большой праздник, ежегодно устраиваемый на набережных Сены с октября по ноябрь.

### Музеи
- В художественном музее Руана представлены коллекции картин, рисунков и скульптур, дополненные предметами интерьера. Наиболее значимыми экспонатами являются полотна Караваджо, Веласкеса, Делакруа, Жерико, Модильяни, Герарда Давида, Моне и Сислея.
- Музей естествознания Руана по значимости своих коллекций занимает во Франции второе место после парижского музея естествознания. Руанский музей основан в 1828 году местным биологом Феликсом-Архимедом Пуше. С 1996 года по 23 февраля 2007 года музей был закрыт на реставрационные работы.
- В археологическом музее Руана представлены коллекции археологических находок галло-римской эпохи и эпохи меровингов; также представлена коллекция предметов искусства и витражей периода Средневековья и Возрождения. В музее также сформированы древне-греческая и древне-египетская коллекции.
- Музей истории медицины Гюстава Флобера, где представлена комната, в которой родился писатель, а также собрана масштабная коллекция предметов, фармацевтической посуды, хирургических инструментов, свидетельств о рождении, больничной мебели, статуй святых целителей. В музее также поддерживается сад лекарственных трав.
- Национальный музей образования предлагает посетителям познакомиться с традициями воспитания детей, начиная с XVI века. В его коллекции собраны картины и гравюры, рабочие тетради учеников, детские книги, школьная мебель и учебные материалы.
- Руанский музей керамики представляет значительную коллекцию предметов керамики, показывающую эволюцию производства фаянса в Руане.
- Музей Ле Сек де Турней собрал единственную в мире коллекцию художественных изделий из металла, включающую архитектурные элементы, вывески, запоры и замки, дверные молотки, скобяные товары, бижутерию, аксессуаров для одежды и обуви, медицинские инструменты, старинное холодное и огнестрельное оружие[10].
- Дом-музей Пьера Корнеля открыт в родном доме поэта на улице rue de la Pie; в коллекции собраны рисунки и офорты, относящиеся к его жизни и первым изданиям его работ.
- Морской, речной и портовый музей Руана иллюстрирует прошлое порта и его мастеров, больших парусных кораблей руанских судовладельцев, морской и речной торговли, судостроения, китобойного промысла, а также полярных экспедиций Жана-Батиста Шарко.
- Музей часовой башни знакомит посетителей с историей развития часовых механизмов и, в частности, Больших часов Руана. В экспозиции представлен часовой механизм Больших часов 1389 года, а также часов церкви Сен-Вивьен XVI века. Музей открыт в 2006 году.
- Музей Руанского замка, устроенный в башне Жанна-д’Арк, рассказывает о средневековой крепости, построенной в 1204 году королём Филиппом Августом на месте античного галло-римского амфитеатра.

### Руан в кинематографе
Руан представлен в разнообразных художественных кинолентах:
- «Парижские тайны», режиссёр Андре Юнебель, 1962 год
- «Жюль и Джим», режиссёр Франсуа Трюффо, 1962 год
- «Вальсирующие», режиссёр Бертран Блие, 1974 год
- «Прощай, полицейский», режиссёр Пьер Гранье-Дефер, 1975 год
- «Мадам Бовари», режиссёр Клод Шаброль, 1991 год
- «Жанна-девственница», режиссёр Жак Риветт, 1994 год
- «На чужой вкус», режиссёр Аньес Жауи, 2000 год
- «Моя жизнь на льду», режиссёры Оливье Дюкастель и Жак Мартино, 2002 год
- «Святой Жак… Паломничество», режиссёр Колин Серро, 2005 год
- «Джули и Джулия: Готовим счастье по рецепту», режиссёр Нора Эфрон, 2009 год

## Образование
- Руанский университет

## Города-побратимы
Руан является городом-побратимом следующих городов:
- Норидж, Великобритания
- Ганновер, Германия (1966)
- Нинбо, Китай (1990)
- Гданьск, Польша (1992)
- Салерно, Италия (2002)
- Кливленд, США (2008)